# Vanderbilt Commodores
Vanderbilt Commodores – nazwa drużyn sportowych Vanderbilt University w Nashville, biorących udział w akademickich rozgrywkach w Southeastern Conference, American Athletic Conference (lacrosse kobiet) oraz Southland Bowling League (kręgle) organizowanych przez National Collegiate Athletic Association. 

## Sekcje sportowe uczelni
| Mężczyźni - baseball (2): 2014, 2019 - bieg przełajowy - futbol amerykański - golf - koszykówka - tenis | Kobiety - bieg przełajowy - golf - koszykówka - kręgle (3): 2007, 2018, 2023 - lacrosse - lekkoatletyka - piłka nożna - pływanie - tenis (1): 2015 |

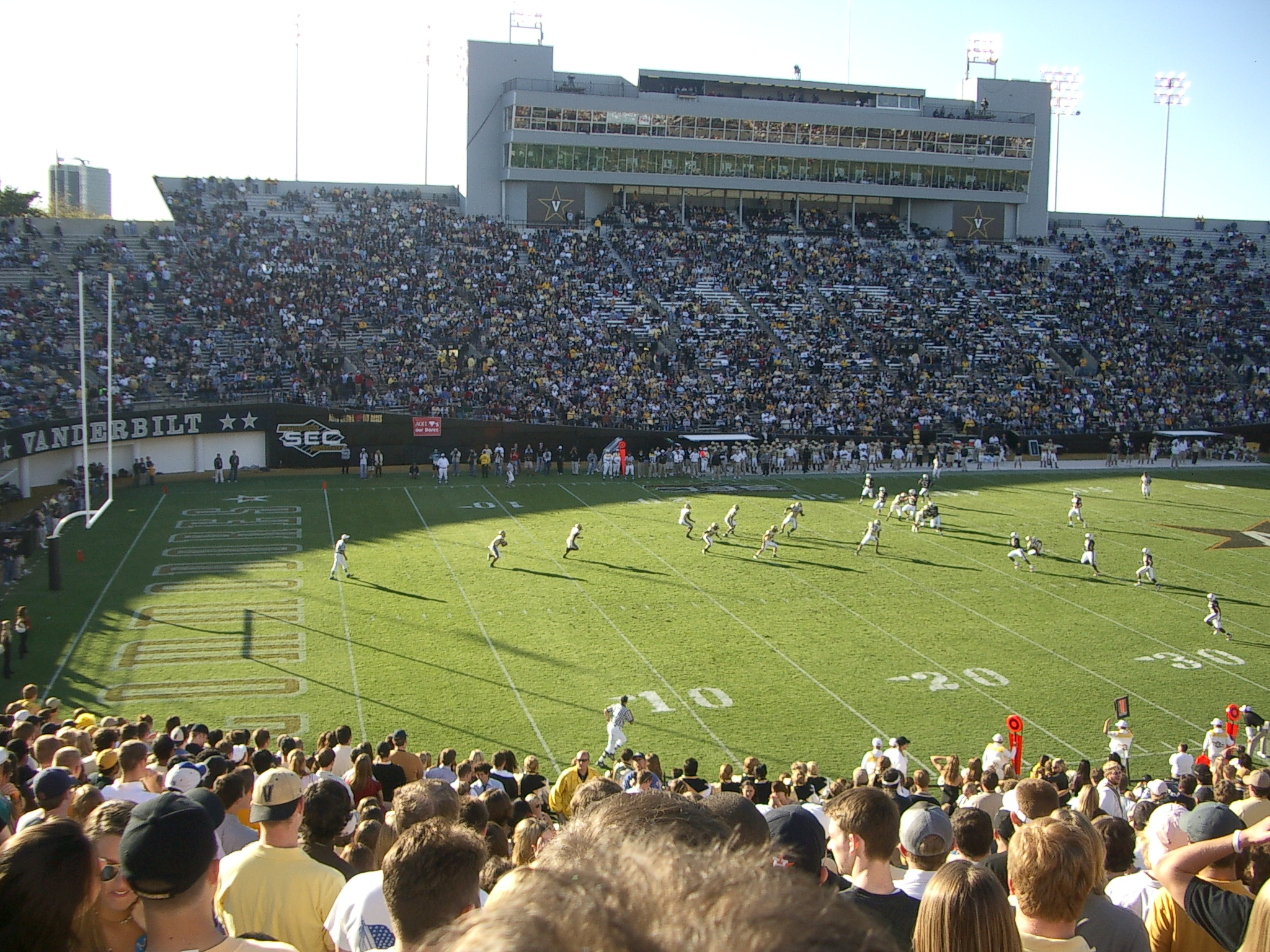
Vanderbilt Stadium.

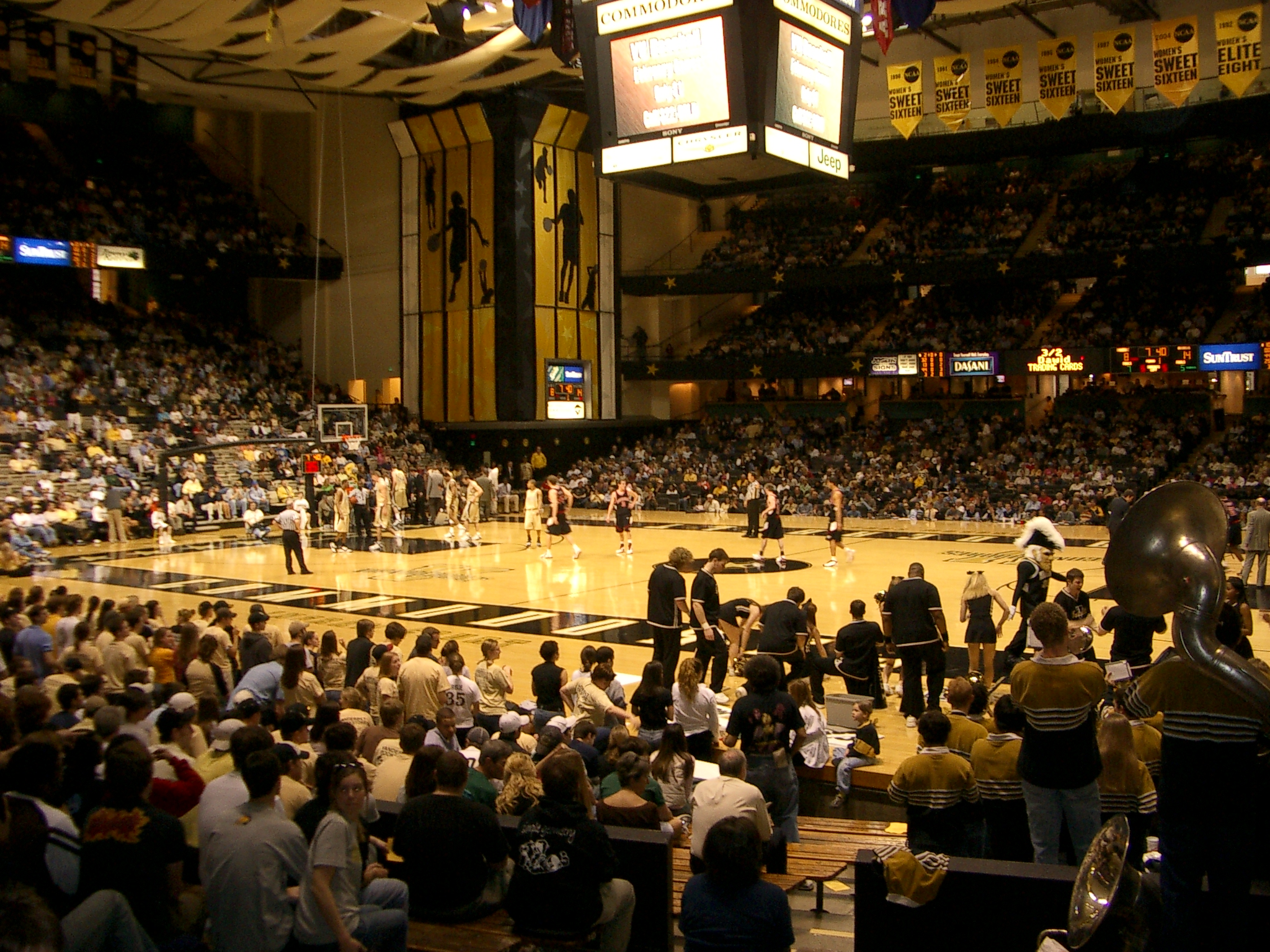
Memorial Gymnasium.

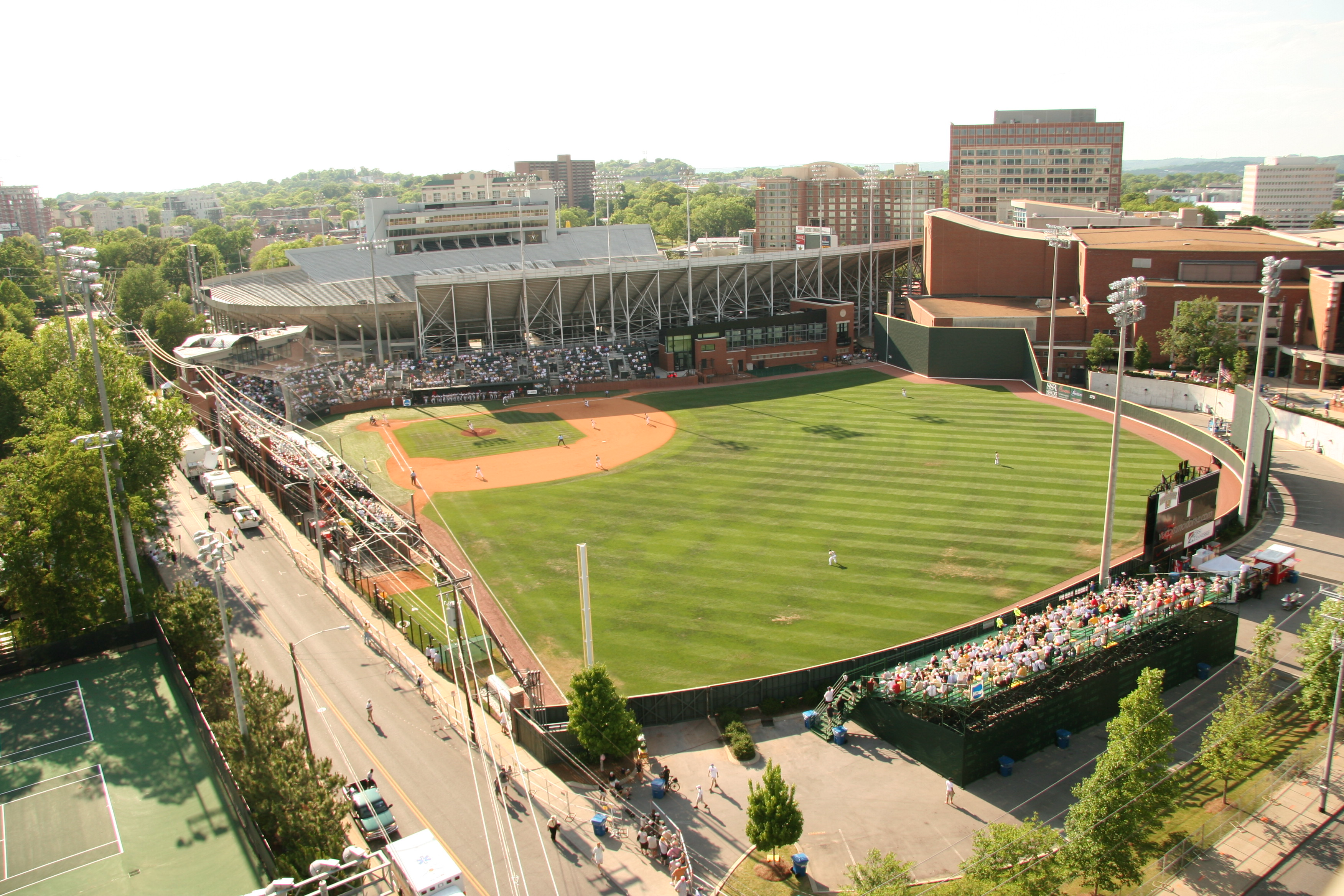
Hawkins Field.

W nawiasie podano liczbę tytułów mistrzowskich NCAA (stan na 15 lutego 2020)

## Obiekty sportowe
- Vanderbilt Stadium – stadion futbolowy o pojemności 40 550 miejsc[5]
- Memorial Gymnasium – hala sportowa o pojemności 14 326 miejsc, w której odbywają się mecze koszykówki[6]
- Hawkins Field – stadion baseballowy o pojemności 3700 miejsc[7]
- Vanderbilt Soccer/Lacrosse Complex – stadion o pojemności 2400 miejsc, na którym odbywają się mecze piłkarskie i lacrosse[8]
- Vanderbilt Track – stadion lekkoatletyczny[9]
- Centennial Sportsplex  – hala sportowa z pływalnią[10]
- Smyrna Bowling Center – kręgielnia[11]
- Brownlee O. Currey Jr. Tennis Center – korty tenisowe z trybuną o pojemności 1000 miejsc[12]